# Israel Hernández
Israel Hernández (né le 7 janvier 1970 à Santiago de Cuba) est un judoka cubain. Il participe à deux reprises aux Jeux olympiques (1992 et 1996) dans la catégorie des poids mi-légers. Il remporte, lors de ces deux compétitions, la médaille de bronze.

## Palmarès

### Jeux olympiques
- Jeux olympiques de 1992 à Barcelone,  Espagne
  -  Médaille de bronze.
- Jeux olympiques de 1996 à Atlanta,  États-Unis
  -  Médaille de bronze.